# Miełowoj (obwód kurski)
Miełowoj (ros. Меловой) – osiedle typu wiejskiego w zachodniej Rosji, w sielsowiecie gonczarowskim rejonu sudżańskiego w obwodzie kurskim.

## Geografia
Miejscowość położona jest 4,5 km od centrum administracyjnego sielsowietu gonczarowskiego (Gonczarowka), 5 km od centrum administracyjnego rejonu (Sudża), 92,5 km od Kurska.

## Demografia
W 2010 r. miejscowości nikt nie zamieszkiwał.